# Armin Spitaler
Armin Spitaler (* 11. Juni 1898 in Prag; † 29. Oktober 1963 in Köln) war ein deutscher Rechts- und Staatswissenschaftler mit dem Spezialgebiet des Steuerrechts.

## Leben
Er war der Sohn des österreichischen Klimaforschers Rudolf Spitaler in Prag und Bruder des Chemikers und Unternehmers Rudolf Spitaler.
Unmittelbar  nach  dem  Abitur  folgte  der  Fronteinsatz  im  Ersten Weltkrieg. Ein   Schussbruch   im   rechten   Oberarm verursachte   eine   dauerhafte   Behinderung.  Nach  dem  Kriegsende studierte Spitaler Rechts- und Staatswissenschaft an der deutschen Karl-Ferdinands-Universität in Prag und der Universität Wien. Anschließend begann er 1920 in seiner Heimatstadt Prag bei der Landesfinanzdirektion als Konzipient im staatlichen Finanzdienst. Im Jahr 1921 promovierte er. Danach wechselte er 1922 in die Handels- und Gewerbekammer in Reichenberg, wo er zum Präsidialsekretär aufstieg. Hier begann er auch, Fachbücher zu schreiben.
Im Jahr 1932 bekam Spitaler von der Rockefeller-Stiftung ein Stipendium für New York City. Die dort gemachten Forschungsergebnisse verarbeitete er 1936 in seiner Habilitationsschrift „Das Doppelbesteuerungsproblem bei den direkten Steuern“.
Im Jahr 1941 wurde Spitaler planmäßiger Extraordinarius für Volkswirtschaftslehre, speziell für Finanzwissenschaft sowie Finanz- und Steuerrecht, an der deutschen Karl-Ferdinands-Universität in Prag, an der bereits seit Vater Professor gewesen war. Doch schon im nächsten Jahr wurde er von der Wehrmacht zum Kriegsdienst im Zweiten Weltkrieg eingezogen. 1945 kam er in Kriegsgefangenschaft.
Nach seiner Entlassung war Spitaler in Linz und Wien als Syndikus in der Industrie tätig. 1947 erreichte ihn der Ruf als Gastprofessor an die Rechtswissenschaftliche Fakultät der Universität zu Köln. Ebenfalls 1947 wurde er in den Vorstand des neuen Fachinstituts der Steuerberater berufen. 1953 übernahm er schließlich von Ottmar Bühler das Ordinariat für deutsches und internationales Finanz- und Steuerrecht an der Universität zu Köln, das er bis zu seinem Tod durch Herzinfarkt ausübte.
Spitaler war von 1949 bis 1963/1964 Herausgeber der Steuerberater-Handbücher, zugleich Berichte über die jeweiligen Fachkongresse der Steuerberater der Bundesrepublik Deutschland und mehrerer Fachbücher.
Spitaler lebte in Köln-Sülz.

## Auszeichnungen
- Gedenkmedaille des Fachinstituts der Steuerberater (1965)